# Araneus albabdominalis
Araneus albabdominalis là một loài nhện trong họ Araneidae.
Loài này thuộc chi Araneus. Araneus albabdominalis được miêu tả năm 2005 bởi Zhu et al..